# Sphecodes niger
De Sphecodes niger (tên tiếng Anh: zwarte bloedbij) là một loài Hymenoptera trong họ Halictidae. Loài này được Hagens mô tả khoa học năm 1874.